# Blue Air
Blue Air, eingetragen als S.C. Blue Air – Airline Management Solutions S.R.L., war eine rumänische Fluggesellschaft mit Sitz in Bukarest und Basis auf dem Flughafen Bukarest Henri Coandă.

## Geschichte
Blue Air wurde mit dem Ziel gegründet, die in Rumänien damals noch recht hohen Ticketpreise zu senken und das vergleichsweise schwache Verbindungsnetz zu anderen europäischen Großstädten auszubauen. Ziel des Unternehmens ist es – laut eigenen Angaben – professionelle Dienstleistung zu erschwinglichen Preisen als Alternative zu den bestehenden Straßen- und Eisenbahntransportwegen anzubieten. Das Flugpersonal stammt größtenteils von der rumänischen Fluggesellschaft TAROM. Blue Air führte sowohl Linien- als auch Charterflüge durch und vermietete ihre Maschinen inklusive Besatzung teils an andere Fluggesellschaften.
Im Januar 2013 stornierte Blue Air aus wirtschaftlichen Gründen eine Bestellung über fünf Boeing 737.
Im September 2018 übernahm Blue Air, gemeinsam mit zwei weiteren Investoren, die staatliche Air Moldova aus der Republik Moldau.
Am 6. Juli 2020 meldete Blue Air Insolvenz in Eigenverwaltung an.
Am 6. September 2022 musste Blue Air für zunächst mindestens sechs Tage ihren Betrieb vollständig einstellen, nachdem die rumänischen Behörden die Konten der Gesellschaft eingefroren hatten. Bereits zuvor gab es Streit zwischen Airline und Regierung, nachdem ein hoher Regierungsbeamter vom Kauf von Tickets für die angeschlagene Fluggesellschaft abgeraten hatte, was zu fünf Millionen Euro Verlust geführt habe.
Am 18. November 2022 wurde bekannt gegeben, dass Rumänien eine Staatsbeteiligung von 75 % plant.
Am 21. März 2023 meldete die Fluggesellschaft Insolvenz an.

## Flugziele
Blue Air bediente Inlandsstrecken in Rumänien und Italien sowie internationale Flugstrecken aus Rumänien in verschiedene europäische Länder. Außerdem führte sie auch Flugverbindungen zwischen einigen europäischen Ländern untereinander durch, vor allem zwischen Zypern und Griechenland. Im deutschsprachigen Raum war die Gesellschaft an den Flughäfen Frankfurt, München, Hamburg, Köln und Stuttgart vertreten. Seit Sommer 2022 wurden Flüge zwischen Düsseldorf und der rumänischen Hauptstadt Bukarest angeboten.
Codesharing
Blue Air unterhielt Codeshare-Abkommen mit Air Moldova, Blue Panorama Airlines und Georgian Airways.

## Flotte
Mit Oktober 2022 bestand die Flotte der Blue Air aus zwei Flugzeugen mit einem Durchschnittsalter von  31,5 Jahren:
| Flugzeugtyp    | Anzahl | bestellt | Anmerkungen   | Sitzplätze |
| -------------- | ------ | -------- | ------------- | ---------- |
| Boeing 737-500 | 2      |          | beide inaktiv | 126        |
| Gesamt         | 2      |          |               |            |

## Ehemalige Flugzeugtypen

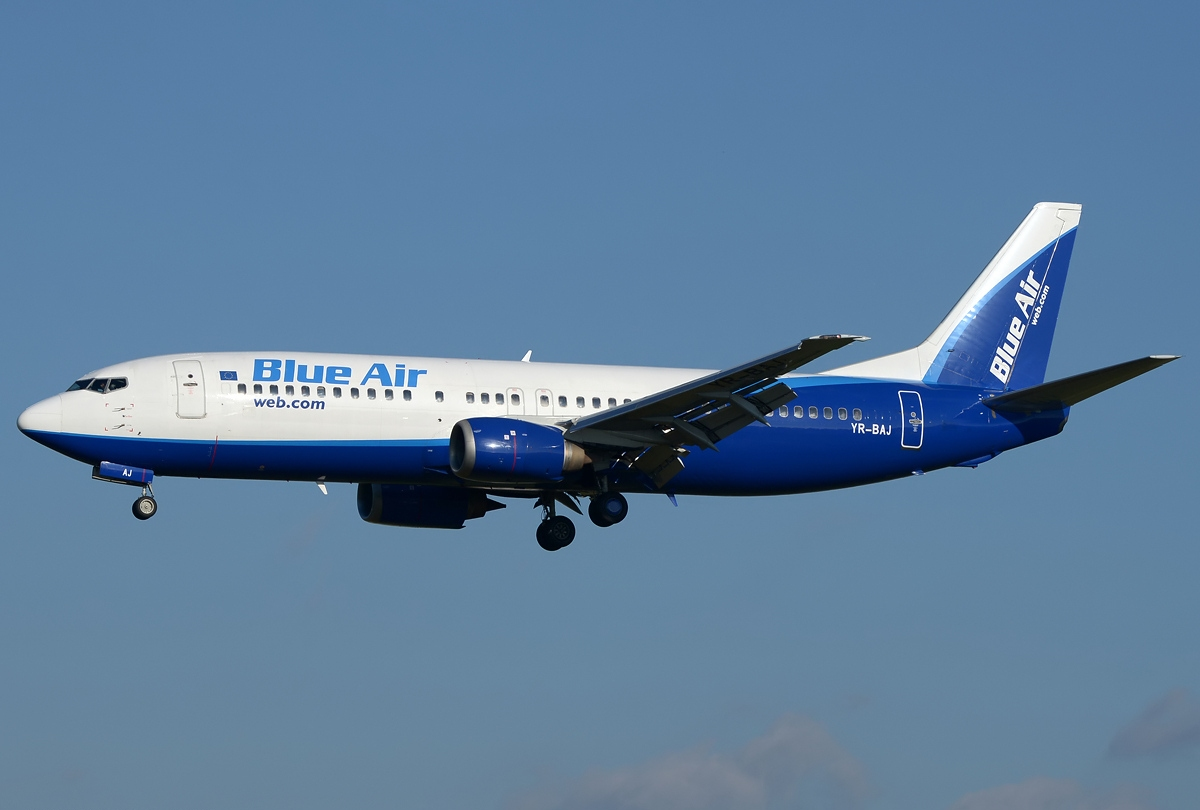
Boeing 737-400 der Blue Air

- Boeing 737-300,
- Boeing 737-400
- Boeing 737-700
- Boeing 737-800
- Boeing 737 MAX 8
- BAe 146
- Saab 2000.